# Dauzat-sur-Vodable
Dauzat-sur-Vodable is een gemeente in het Franse departement Puy-de-Dôme (regio Auvergne-Rhône-Alpes) en telt 88 inwoners (2009). De plaats maakt deel uit van het arrondissement Issoire.

## Geografie
De oppervlakte van Dauzat-sur-Vodable bedraagt 15,4 km², de bevolkingsdichtheid is dus 5,7 inwoners per km².
De onderstaande kaart toont de ligging van Dauzat-sur-Vodable met de belangrijkste infrastructuur en aangrenzende gemeenten.

## Demografie
Onderstaande figuur toont het verloop van het inwonertal (bron: INSEE-tellingen).